# Teritoriul național al capitalei Indiei
Delhi este un oraș și un teritoriu federal în India.